# Gambo (Terre-Neuve-et-Labrador)
Pour les articles homonymes, voir Gambo.
Gambo est une municipalité dans le nord-est de Terre-Neuve à Terre-Neuve-et-Labrador au Canada.

## Démographie
| 2001  | 2006  | 2011  | 2016  |
| ----- | ----- | ----- | ----- |
| 2 084 | 2 072 | 1 984 | 1 978 |